# Emil Hopmann
Emil Heinrich Wilhelm Hopmann (* 21. September 1821; † 25. Mai 1893 in Wiesbaden) war ein deutscher Jurist und Präsident des Landgerichts Wiesbaden.

## Leben
Emil Hopmann absolvierte ein Studium der Rechtswissenschaften, wurde als Auskultator eingesetzt und bestand am 21. Juni 1845 die erste juristische Staatsprüfung. Nach dem 3-jährigen Referendariat beim Appellationsgericht Hamm legte  er dort 1849 das Zweite juristische Staatsexamen ab und wurde zum Gerichtsassessor beim Kreisgericht Schwelm ernannt. 1852 wechselte er als Richter zum Kreisgericht Hagen, wo er 1863 zum Kreisgerichtsrat ernannt und zugleich Dirigent der Gerichtsdeputation in Schwelm wurde. Nach seiner Versetzung zum Kreisgericht Wesel erhielt er im Sommer 1867, nachdem Nassau durch Preußen annektiert worden war,  die Ernennung zum Kreisgerichtsrat in Wiesbaden.
Mit der Neugliederung der Gerichtsorganisation durch die Reichsjustizgesetze, die zum 1. Oktober 1879 in Kraft traten, wurde Hopmann mit dem Präsidentenamt des Landgerichts Wiesbaden betraut. Dort übernahm er den Vorsitz der 1. Zivilkammer.

## Auszeichnungen
- 1869 Roter Adlerorden IV. Klasse
- 1882 Roter Adlerorden III Klasse mit Schleife
- 1891 Geheimer Oberjustizrat